# Сулавеси
Сулавеси (на индонезийски: Sulawesi) или Целебес (на португалски: Celebes) е 3-тият по големина остров от Малайския архипелаг и 11-и в света, част от територията на Индонезия. Площ – 174 600 km². Население през 2020 г. – 19 900 000 души.

## География

### Географско положение, граници, брегове
Остров Сулавеси заема централно положение в Малайския архипелаг и е 3-тият по големина от Големите Зандски острови след Калимантан и Суматра. Разположен е източно от остров Калимантан, от който го отделя широкият Макасарски проток. На север бреговете му се мият от водите на море Сулавеси, на изток – от водите на Молукско море, на югоизток – от водите на море Банда, на юг – от водите на море Флорес, а на югозапад – от водите на море море Бали. От централната му част в различни посоки се простират 4 големи полуострова, като по този начин най-голямата отдалеченост от морския бряг никъде не превишава 150 km. На север, между море Сулавеси и Молукско море се простира дългият (над 750 km) и тесен (от 30 до 100 km) полуостров Минахаса. На изток, между залива Тамини на Молукско море и залива Толо на море Банда е разположен Източният полуостров (дължина около 200 km). На югоизток, между заливите Толо и Бони на море Банда се простира Югоизточният полуостров (дължина 280 km, ширина над 150 km). На юг, между залива Бони и Макасарския проток се простира Южният полуостров (дължина 250 km). Бреговете на Сулавеси са предимно високи и стръмни, с обща дължина над 6000 km, на места обкръжени от коралови рифове. Североизточно продължение на Сулавеси са островите Сангихе, на изток са островите Бангай и Сула, на югоизток – островите Бутунг, Муна, Вовони и Кобаена, а на юг – остров Паси.

### Геоложки строеж, релеф, полезни изкопаеми
Остров Сулавеси е изграден от древни гранити и гнайси, мезозойски варовици, млади седименти и вулканични скали. Конфигурацията на острова е съчетание от различни по простиране нагънати планински вериги, хорстови блокове и тектонски огъвания. Низините заемат над 1/5 от територията му. Преобладава планинския релеф с максимална височина връх Рантекомбола 3478 m, издигащ се в хребета Латимоджонг в северната част на Южния полуостров, в националния парк „Лоре Линду“. В централните части се издигат хребетите Куарлес (3074 m) и Таколекаджу (2950 m), на п-ов Минахаса (2913 m), на Източния п-ов (2422 m), на Югоизточния п-ов – хребета Меконга (2790 m). Повечето от планините са с плоски била и стръмни склонове. На п-ов Минахаса има действащи вулкани (Сопутан 1661 m, Клабат 2022 m и др.). Целият остров е силно сеизмичен. На острова се разработват находища на никел (Колака), желязна руда (Ларонда), редки метали.

### Климат, води
Сулавеси е разположен около екватора и това обуславя типично екваториалния климат на острова. Поради преобладаващо планинския релеф на острова съществуват някои различия за отделните региони. В малките по площ равнини и планинските части до 1500 m температурите са високи през цялата година със средни стойности между 28 и 33 °С. В районите между 1500 и 2500 m средните годишни стойности са 22 – 26 °С. Ситуацията се изменя над 3000 m, където температурите се понижават, а по най-високите върхове те са около 15 °С. Сулавеси като цяло е с горещ и влажен климат. Дъждовете са почти всекидневни и проливни, типични за районите около екватора. Средните им годишни стойности са между 2000 и 4000 mm (L/m²), а в някои части на острова падат над 7000 mm (L/m²). В крайните южни части се наблюдава сух сезон от юли до октомври. Поради конфигурацията на Сулавеси реките са къси и бурни течение, като най-големи са Валонай (на юг), Ларианг и Посо (в центъра). На острова има множество езера – Товути, Посо, Темпе и др.

### Флора и фауна
Сулавеси е в екваториалния климатичен пояс и затова е покрит с гъсти екваториални гори. Отличава се с изключително разнообразна флора и фауна, уникална в световен мащаб. Сулавеси може да се определи като един „ноев ковчег“, тъй като огромна част то местните растения и животни са ендемити, т.е. не се срещат никъде другаде.
На острова има над 40 хиляди вида цветни растения, а също и над 1450 вида птици, 34% от които се срещат само в Сулавеси, над 290 вида бозайници, 62% от които се срещат само на острова, а също и много влечуги, земноводни, риби и насекоми, сред които също има много ендемити, особено сред пеперудите. Най-интересни сред ендемитите са биволът аноа, 2 вида птици носорози, някои папагали, дивите свине северен целебески бабирус и дребен елен, голям колкото заек и някои змии.
Сулавеси се намира на границата на 2 природогеографски ареала – азиатски и австралийски. Поради това се срещат както типично азиатски животни, като дивите биволи, антилопите, елените, птиците носорози, кралска кобра и др., така и типични за Австралия и Нова Гвинея животни, като папагала лори и някои двуутробни. Подобно е и при растенията.
Причина за тази уникалност е фактът, че дълго време Сулавеси е бил отделен от азиатския континент и това е довело до развитие, различно от останалото и е довело до появата на ендемичната флора и фауна. Австралийските животни се възползвали от близостта на Сулавеси до Нова Гвинея и някои от тях достигнали, посредством плаващи дънери, а насекомите и чрез вятъра.

## История
Първите хора в Сулавеси пристигат на острова преди около 50 хил. години. Вероятно са били с австралоидно-папуаски черти. Такива народи все още живеят на острова, най-вече в планинските части. Учените считат, че те са хората с най-древната съвременна ДНК и наподобяват на първите хора. Около 600 г. пр.н.е. пристигат народи с монголоидни черти, най-вероятно от Борнео или Филипините. И двете расови групи се занимавали изцяло с лов и събирачество. По-късно островитяните започнали да се занимават с примитивно земеделие – отглеждали са банан, кокосова палма, колоказия и др. Интересна атракция днес представляват скалните гробове на племето тораджа, наричани тау-тау, направени в скали и украсени с дървени фигурки.
През XV век островът е достигнат от кораби на малайския султанат Сулу, които не създават владения и не упражняват влияние върху островното население, но изпращат няколко ислямски мисионери.
През 1512 г. португалски мореплаватели откриват Сулавеси, а десет години по-късно островът е достигнат от корабите на Фернандо Магелан, под предводителството на Ел Кано. През XVII век португалците са победени от нидерландците, които колонизират острова и по-точно от Нидерландската източноиндийска компания, която въвежда монопол върху ценната търговия с подправки. Част то населението е покръстено в християнската вяра. През XIX век Нидерландия колонизира целия остров. През Втората световна война е окупиран от Япония, а след обявяването на независимостта на Индонезия от Нидерландия, островът става индонезийски. Присъединяването към Индонезия обаче не се подкрепя напълно от местните жители, особено от християните и анимистите, които искат отделяне от предимно мюсюлманската държава. Поради това на острова често се стига до етнически и религиозни конфликти, а освен това действат и сепаратистки движения.

## Население
Сулавеси има 18 455 058 души население (2014 г.), принадлежащо към 96 етнически групи. На острова, приблизително 2 пъти по-голям от България, се говорят около 78 различни езика, спадащи към малайско-полинезийската група и към папуаската. Това е предпоставка за честите етнически конфликти, възникващи между различните етнически групи, а също и расови, тъй като на острова живеят представители на 2 раси – монголоидна и негроидно-австралоидна. Най-многобройни от сулавеските етноси са бугисите (21%) и макасарците (18%). Говорят се само местните езици (официалния бахаса-индонезийски се говори от по-малко от 2% от островитяните), като функцията на свързващи езици имат бахаса-индонезийски и нидерландски.
Около 60% от сулавесианците са мюсюлмани, 21% са християни (протестанти – 17%, католици – 4%), останалите са анимисти.

## Административно деление
На острова се намират 6 провинции на Индонезия:
- Горонтало – град Горонтало
- Западно Сулавеси – град Мамуджу
- Южно Сулавеси – град Макасар (Уджунгпанданг)
- Централно Сулавеси – град Палу
- Югоизточно Сулавеси – град Кендари
- Северно Сулавеси – град Манадо (Венанг)

Най-голям град на острова е Макасар, столица на Южно Сулавеси. Друг голям град е Манадо.